# Paracaloptenus caloptenoides
Paracaloptenus caloptenoides is een rechtvleugelig insect uit de familie veldsprinkhanen (Acrididae). De wetenschappelijke naam van deze soort is voor het eerst geldig gepubliceerd in 1861 door Brunner von Wattenwyl.